# Aith Voe (Bressay)

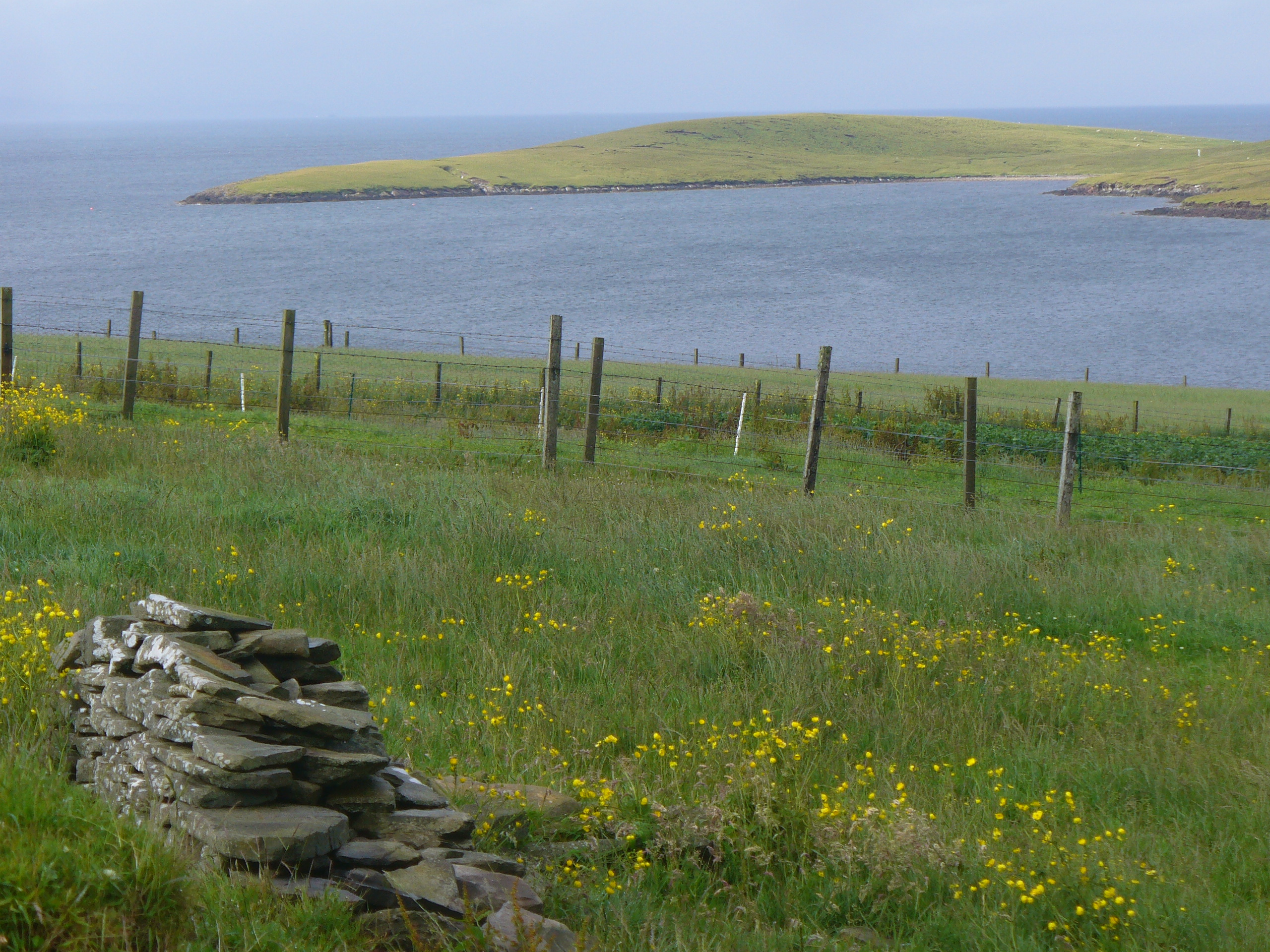
Die Öffnung der Aith Voe zum Meer

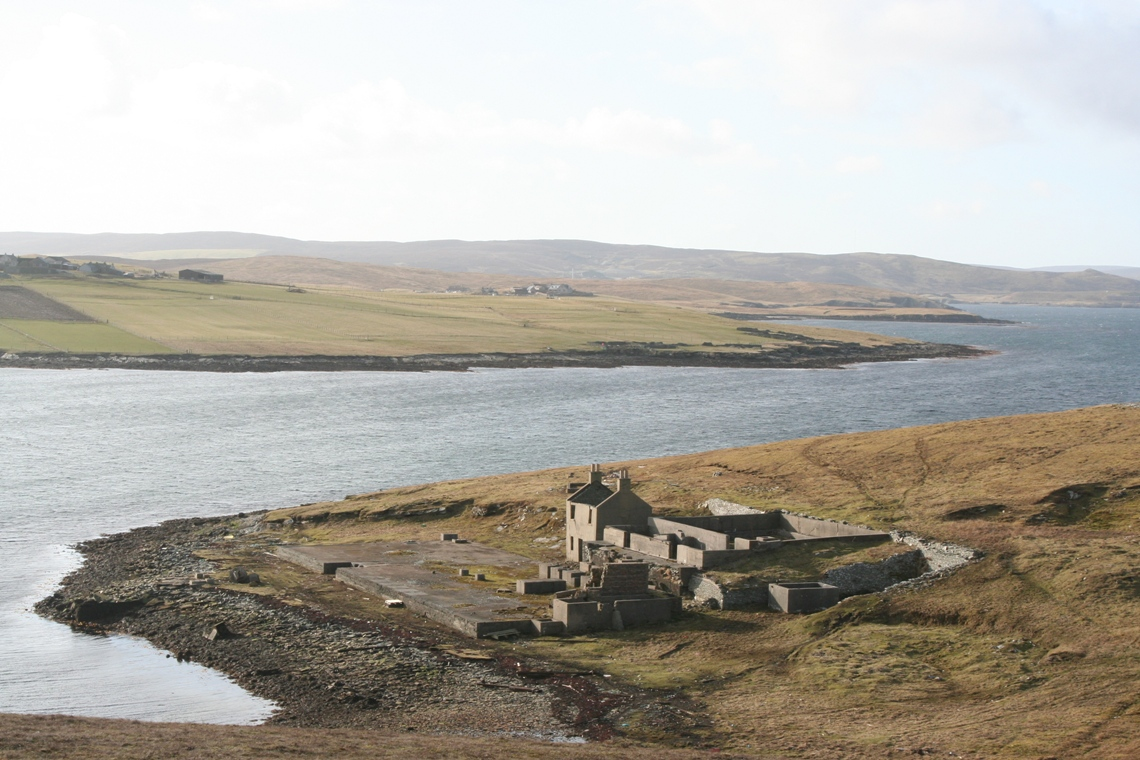
Verlassenes Unternehmen an der Bucht

Die Aith Voe ist eine Meeresbucht (Voe), die im Südosten der zu Schottland zählenden Shetlands liegt.

## Geographie
Die Aith Voe liegt im Norden der Insel Bressay in einer wenig besiedelten Gegend. Die westliche Begrenzung bildet die Halbinsel Ness of Beosetter mit der Ortschaft Beosetter, im Osten ist es die Aith Ness. Im Nordosten folgt mit der Elvis Voe eine weitere Bucht. In der Öffnung zum Meer im Nordwesten liegt die kleine, unbewohnte Insel Holm of Gunnista.

## Historisches
Im Rahmen der historischen Gliederung Schottlands in Civil Parishes zählt die Aith Voe zu Bressay.